# 灰棕背䶄
灰棕背䶄（学名：Clethrionomys centralis）为仓鼠科䶄属的动物。在中国大陆，分布于新疆（天山）等地，一般生活于有记载无生境描述。该物种的模式产地在新疆天山。